# Tomás El Viajero
Tomás El Viajero, es un cuento infantil para niños de 4 a 6 años, que reúne grandes valores como la amistad, la solidaridad, el respeto y el amor. Su historia contiene los principales ingredientes - aventura, fantasía y creatividad -  para que el lector disfrute y se divierta con su lectura.
Esta historia es un guiño a los antiguos cuentos de aventuras, con los que crecimos, llenas de piratas, islas misteriosas, criaturas fantásticas, etc. Tomás El Viajero ha sido escrito e ilustrado con la influencia de películas tan míticas como Los Goonies, Jasón y los Argonautas, La Princesa Prometida y La Historia Interminable.
Es un viaje que sumerge al lector en un mundo sinigual, a través de ilustraciones coloridas y muy cuidadas por DanielRGB, diseñador gráfico, ilustrador, creativo y padre de un niño de cuatro años en el momento que comenzó a escribir la obra. Su hijo ha sido pieza clave de este proyecto, ya que Tomás nació entre los cuentos que Daniel se inventaba cada noche para que su hijo se durmiera... o al menos lo intentaba.

## Resumen
Esta aventura trata de Tomás, un joven marinero que a su vez es pintor, veterinario, músico, cocinero, mecánico, carpintero y sobre todo una gran persona, siempre dispuesto a ayudar a los demás de manera altruista. 
Tomás, en su afición de buscar materiales en la playa para fabricar su barco, descubre una botella semi-enterrada en la orilla con un mensaje secreto y enigmático en su interior y tras leerlo, decide zarpar nada más terminar de construir su barco. En ese mismo instante es cuando comienza el inicio del primer cuento de Tomás El Viajero.

## Biografía DanielRGB
Daniel Dormido Fernández (El Puerto de Santa María, 1979), conocido profesionalmente como DanielRGB es Diseñador Gráfico e Ilustrador de Juegos de Mesa (Pentaurus: Duel, Sangre & Acero y su trabajo más reciente Pandemain). Daniel comenzó a escribir el cuento infantil de Tomás El Viajero en el 2018 y tras finalizarlo inició el proceso de ilustración, un proceso que duró tres meses.
Fue en el año 2019 cuando presentó con gran acogida su proyecto a la editorial Sevillana de cuentos y libros infantiles BABIDI-BÚ, que tras negociar las condiciones legales de los derechos de autor y de explotación de la obra, firmaron el contrato de Edición.
- Datos: Q65159667